# Volkswagen Virtus
Volkswagen Virtus – samochód osobowy klasy aut miejskich produkowany pod niemiecką marką Volkswagen od 2018 roku.

## Historia i opis modelu
Samochód został po raz pierwszy oficjalnie zaprezentowany w Brazylii w listopadzie 2017 roku. Auto zbudowane zostało na bazie płyty podłogowej MQB-A0, która wykorzystana została do budowy szóstej generacji modelu Polo. Sprzedawane jest na rynkach Ameryki Południowej jako wersja sedan modelu Polo. Od Polo auto odróżnia się kształtem pasa przedniego, zderzaka oraz reflektorów. W 2022 roku z kolei produkcja samochodu ruszyła w indyjskiej fabryce Volkswagena w Chakan.